# 安元信 (后唐)
安元信（863年—936年3月），字子言，代北人，晚唐及五代政治、军事人物，出身军人家庭，少年跟随李克用征战，后因惧罪投奔义武军节度使王处直，几年后又跟随王郜回到太原，继续为李克用效力，之后跟随李存勗征战，以功历辽州、武州、博州刺史等官，同光二年任大同军节度留后，后在明宗、闵帝、末帝朝先后担任沧州、徐州、襄州、宋州、潞州节度使，官至潞州节度使、兼侍中、檢校太尉、同平章事，封武威郡公。后唐末帝清泰三年二月（936年3月）因病去世，追赠太师。后石敬瑭为他加谥号“忠懿”。

## 历史记载
《旧五代史》有安元信传记（卷六十一·唐书三十七·列传十三），新旧五代史中庄宗、明宗、闵帝、末帝本纪及《资治通鉴》中也有关于他的记载，但《新五代史》无其本传；其事迹亦见于《册府元龟》；《十国春秋》有高从诲与其通信之事，《五代会要》、《文献通考》、《御定渊鉴类函》列有其名，《全唐文》收有一篇为安元信议谥号的文字。

## 生平

### 出身与效力李克用
《旧五代史》安元信本传记载，安元信是代北人，字子言，父亲名叫安顺琳，官至降野军使；传尾又载安元信死于清泰三年（公元936年），享寿七十四岁（虚岁），按此倒推，他应出生于唐懿宗咸通四年（公元863年）。王义康、樊文礼等学者从他的姓氏（安姓属于“昭武九姓”）及籍贯以及后唐将领的普遍情况出发，结合粟特胡人在唐朝时的迁徙过程，认为安元信可能属粟特胡人。
安元信出身军人家庭，从小学习骑射，投奔李克用，跟随他攻打黄巢、秦宗权，中和五年二月（885年3月），赫连铎与幽州李可舉发兵攻打李克用，安元信在居庸关战败，《旧五代史》称其是在防御云中的过程中被赫连铎军击败，而《册府元龟》又有两种不同的记载，一段也称他被赫连铎击败，并补充他是在寡不敌众，身中流矢的情况下战败的；另一段称他是在大军打败赫连铎后攻打幽州时充当先锋，与幽州部队遭遇后不能获胜。总之可以确定的是，安元信在战败后惧怕李克用的责罚，因而逃到李克用的盟友义武节度使王处存帐下效力，两书均如此记载。
王处存对他的到来感到欣喜，任命他做突骑都校（骑兵军官），《册府元龟》还记载他为安元信向朝廷申请了检校工部尚书的官位。
光化三年十月（900年11月），朱温攻打河北，将领张存敬攻打定州，义武军队大败，王处存之子王郜弃城投奔李克用，安元信随行，李克用还像原来那样对待他，授予铁林军使的职位。
随后安全信参与了两场战役，安元信本传中记载天复元年（901年），朱温大举攻打李克用，其中葛从周率兵从马岭进攻，安元信在榆次县设下伏兵，打败其先后部队，但这一记载与其他历史记载相异，葛从周的本传、资治通鉴等均称葛从周是从土门进攻，从马岭进攻的是张归厚，此战后，加官检校尚书左仆射。之后梁军将领李思安于天佑四年六月开始围攻潞州，李克用派遣周德威统领史建瑭、李存璋等将领前去救援，安元信亦名列其中，据《资治通鉴》，当时安元信的官职是铁林都指挥使。晋军在高河设营与梁军对垒，梁军前来攻击，在战斗中，安元信杀死了敌军勇将秦武，本传中记载，安元信是“与（秦武）斗，毙之”，而《册府元龟》则指出，他是一箭射死了秦武。秦武死后，梁军退去，晋军得以建立营垒。李克用把自己所乘的马及铠甲、兵仗赐给安元信，奖赏他的功劳，并任命他为突阵都将。

### 庄宗朝
次年正月，李克用去世，李存勗继承晋王之位，天佑五年四月（908年5月），发兵潞州，安元信也随同出征，同年五月，晋军大破梁军，是为“三垂冈之战”，安元信参与此战，以功授辽州刺史、检校司空，仍为突阵都将，李存勗赐给他玉鞭和名马。
晋天佑七年四月（910年5月），晋军在柏乡大破梁军，是为柏乡之战，安元信亦参战，他在战斗中受了重伤，李存勗亲自为他敷药。之后，安元信改官武州刺史、內衙副都指挥使、山北诸州都团练副使、检校司徒。天佑十二年（915年），魏博投降晋国，移安元信为博州刺史。天佑十六年（919年），梁晋两军在德胜渡对垒，安元信充任右厢排阵使。
李存勗称帝，灭梁后，于同光二年八月（924年9月）授予安元信大同军节度留后（代理节度使）的官职，值得注意的是，《旧五代史·庄宗纪六》中指出安元信此时的官职是云州刺史、雁门以北都知兵马使，这一点与本传中的记载不同，但本纪中也没有记载授予他上述官职的时间。半年之后即同光三年六月（925年7月），他又改任横海军节度使；同年二月，又出于防御契丹的需要，令他以本职充任北面行营马步军都排阵使。当时，李嗣源（后来的后唐明宗）正出任镇州节度使、北面招讨使，霍彦威（时名李绍真）为副招讨使，安元信与他们共同镇守镇州，安元信倚峙自己的功劳，经常当着李嗣源的面嘲讽霍彦威（霍是后梁降将），霍也不敢应答，明宗则对安元信说：“事业的成就由天不由人，当初氏叔琮围攻太原时，你也无所作为，不要用自己的小勇来取笑老臣！”于是安元信道歉，不再取笑霍彦威。

### 明宗、闵帝、末帝朝
同光四年四月（926年6月），李存勗被乱军杀害，李嗣源入洛称帝，是为后唐明宗，安元信本人没有直接参与这一系列事件，但学者屈卡乐在论文中怀疑他参与了李嗣源的个人集团；之后，明宗念及安元信是代北旧人，于次月加封他为同平章事，改任徐州节度使（本传作次年移镇徐州，与明宗本纪记载不同），他也由此成为使相。
镇徐州一年多，安元信于天成二年七月（927年8月）改任山南东道节度使，原因是当时的襄州节度使刘训攻打荆南无功被贬，任职时间达两年半，期间，割据荆南的高从诲曾送给安元信一封表达愿意归顺的书信，安元信将其转交给明宗，事见《资治通鉴》及《十国春秋》。
长兴元年三月（930年4月），康义诚被任命为新一任山南东道节度使，之后半年多，安元信暂时无职，同年十二月（12月或次年1月），他被任命为宋州节度使，但前节度使赵延寿到次年二月（3月）才卸任，明宗也于次月（4月）来到安元信的府邸；并于长兴四年二月（933年3月）加安元信为兼侍中。此次任职时长近三年，直到长兴四年十月（933年11月），刘仲殷取代了他的位置，随后明宗病重去世，安元信曾请求去看望。随后半年多，在闵帝在位期间，他没有获得职位，末帝即位后，于清泰元年六月（934年8月）巡幸安元信的府邸，赐予他银器、缯帛，并任命他为潞州节度使，检校太尉、兼侍中，这也是安元信人生中最后的职务，任职一年半后，他于任上去世。
另据《册府元龟》，安元信被封与武威郡公的爵位，食邑三千户，实封二百户，但《旧五代史》中没有相关记载。

## 身后
据《旧五代史》本传记载，安元信于末帝清泰三年二月（936年3月）在昭义节度使任上因病去世，终年七十四岁，死后追赠太师，据末帝本纪记载，新任潞州节度使在二月庚辰（3月16日）被任命，当月丁亥日（3月23日），末帝为安元信的死废朝一日。《册府元龟》记载，安全信死后葬于太原交城。
后来石敬瑭建立后晋后，因为安元信素有名望，要为他追加谥号，贾纬为其作谥议，确定谥号为“忠懿”，在谥议中称赞其忠诚，立功数朝，其文收入《全唐文》；《册府元龟》中又补充：石敬瑭还赐建神道碑，礼部郎中吕咸休为之作文。
安元信有六个儿子，长子名安友权，官至诸卫大将军（《册府元龟》则记作武卫大将军）；次子名安友亲，官至滁州刺史，在任上去世。

## 延伸阅读
| 官衔            | 官衔                       | 官衔            |
| --------------- | -------------------------- | --------------- |
| 前任者： 李存璋 | 大同军节度留后 924–925     | 繼任者： 高行珪 |
| 前任者： 赵德钧 | 沧州横海军节度使 925-926   | 繼任者： 王景勘 |
| 前任者： 霍彦威 | 徐州武宁军节度使 926-927   | 繼任者： 房知温 |
| 前任者： 刘训   | 襄州山南东道节度使 927-930 | 繼任者： 康义诚 |
| 前任者： 赵延寿 | 宋州归德军节度使 930-933   | 繼任者： 刘仲殷 |
| 前任者： 卢文进 | 潞州昭义军节度使 934–936   | 繼任者： 皇甫立 |